# Sleazy-E
Pour les articles homonymes, voir Sleazy.
Sleazy-E était un personnage qui apparaît dans deux vidéos, Fuck wit Dre Day (and Everybody's Celebratin') par Dr. Dre, et Real Muthaphuckkin G's, d'Eazy-E. Sleazy E est joué par l'acteur Anthony Johnson.
Dans la première vidéo, on le voit parler à son nouveau « boss » qui lui dit de sortir chercher des rappeurs pour se faire de l'argent ; il finit par trouver un vieillard et un groupe de nains. Il se trouve aussi impliqué dans d'autres situations : on le voit se faire tirer dessus, se faire poursuivre par des hommes armés, se faire embarquer dans un van où on peut lire « useless » (un jeu de mots avec le nom de la maison de disques d'Eazy E, Ruthless Records). À la fin de la vidéo, on le voit tenant un panneau sur le bord d'une rue, où on lit « Will Rap for Food » (rappera pour de la nourriture).
Dans la seconde vidéo, celle d'Eazy-E, on le voit avec ce panneau avant d'être confronté au vrai Eazy-E, à B.G. Knocc Out et à Gangsta Dresta. Il se fait poursuivre par un chien, se cogne dans un arbre, se fait poursuivre par une foule, pour à la fin du clip s'écrouler mort à la sortie de Compton.